# Lewitzrand
Lewitzrand is een gemeente in de Duitse deelstaat Mecklenburg-Voor-Pommeren, en maakt deel uit van de Landkreis Ludwigslust-Parchim.
Lewitzrand telt 1.357 inwoners.

## Geschiedenis
De gemeente Lewitzrand is op 7 juni 2009 opgericht door het samenvoegen van de toenmalige zelfstandige gemeenten Klinken, Matzlow-Garwitz en Raduhn.

## Indeling gemeente
De gemeente bestaat uit de volgende Ortsteile:
- Garwitz
- Göthen
- Klinken
- Matzlow
- Raduhn
- Rusch